# Vaulx-Vraucourt
Vaulx-Vraucourt település Franciaországban, Pas-de-Calais megyében. Lakosainak száma 1096 fő (2022. január 1.). Vaulx-Vraucourt Écoust-Saint-Mein, Frémicourt, Beugnâtre, Beugny, Lagnicourt-Marcel, Morchies, Mory és Noreuil községekkel határos.

## Népesség
A település népessége az elmúlt években az alábbi módon változott:
| Lakosok száma | 1054 | 1033 | 1031 | 1018 | 1017 | 1023 | 1047 | 1072 | 1096 |
|               | 2013 | 2015 | 2016 | 2017 | 2018 | 2019 | 2020 | 2021 | 2022 |